# Wilhelm Pevny

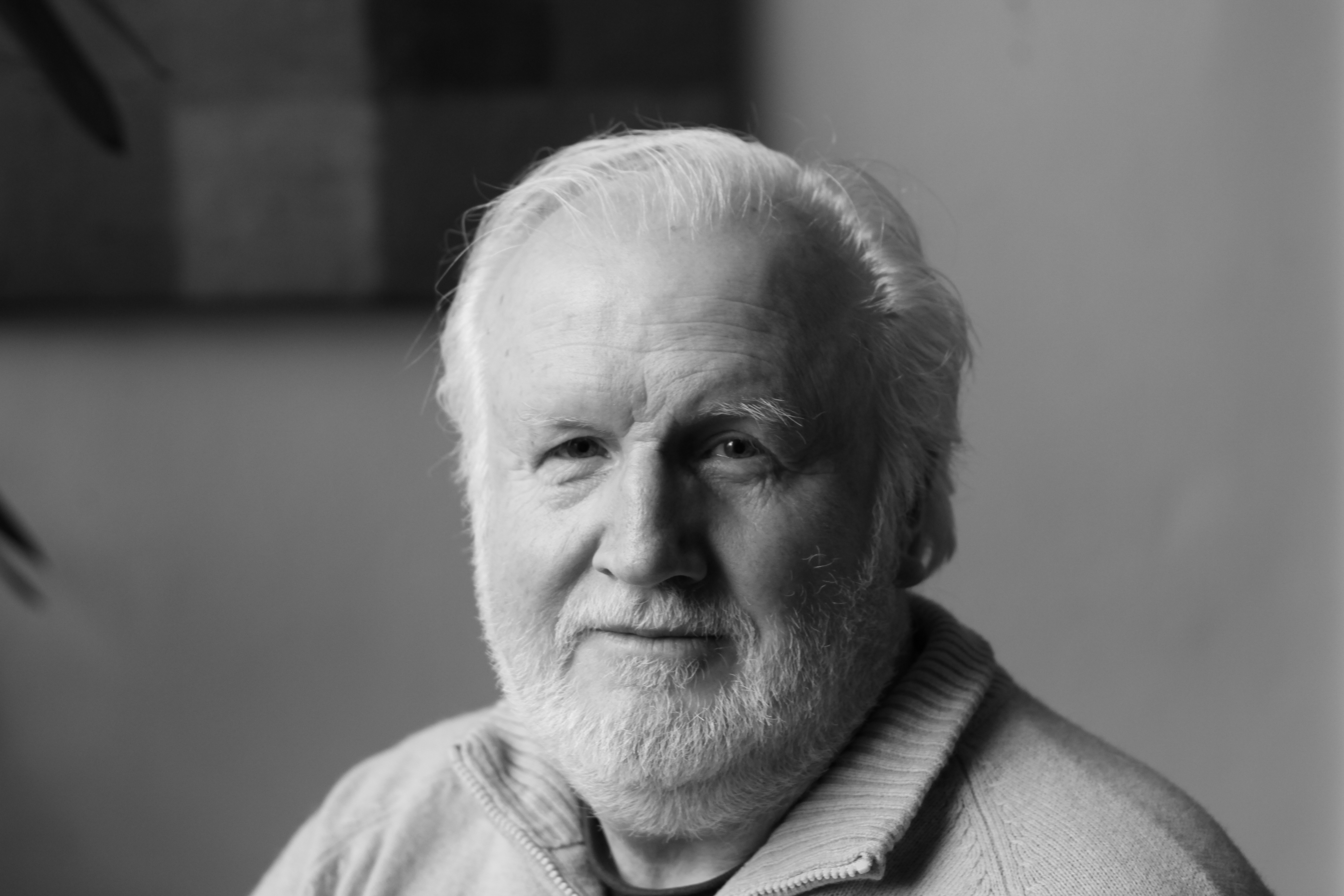
Wilhelm Pevny, 2009

Wilhelm Pevny (* 15. Juni 1944 in Wallersdorf, Niederbayern) ist ein österreichischer Schriftsteller und Drehbuchautor.

## Leben und Werk
Wilhelm Pevny wurde im niederbayrischen Heimatort seiner Mutter geboren; als der Vater 1947 aus amerikanischer Kriegsgefangenschaft zurückkam, holte er Frau und Sohn in das zerbombte Nachkriegswien. Pevny wuchs in der Brigittenau, einem Wiener Arbeiterbezirk, auf.
In seiner Streitschrift „Die Vergessenen Ziele – Wollen sich die 68er davonstehlen?“ schreibt er 1988: „Ich glaube behaupten zu können, dass meine Eltern eine sogenannte Musterehe gelebt haben, nicht dem Schein nach, sondern - soweit ich es beurteilen konnte - wirklich, das heißt, man spürte, sie mögen sich, waren nett zu mir. Trotzdem bin ich mit zwanzig, als ich das Elternhaus verlasse, einer der erbittertsten Gegner der Kleinfamilie... Als ich Wilhelm Reichs Massenpsychologie des Faschismus lese, worin Reich den Zusammenhang zwischen Kleinfamilie und aggressivem Anpasslertum, das sich epochenweise entlädt... beschreibt.“
Pevny studierte zunächst in Wien Theaterwissenschaft und Germanistik, ging 1967 nach Paris, wo er bis 1969 an der Berlitz Sprachschule als Lehrer tätig war und durch die blutige Polizeigewalt in den Straßen von Paris „vom liberalen Humanisten zum wütenden Linken“  wurde.
Bei kurzen Aufenthalten in Wien, um das Studium zu beenden, wurde sein Theaterstück Flipper anlässlich der Gründung des Cafétheaters (von Götz Fritsch, Hilde Berger und Dieter Haspel ins Leben gerufen) 1968 zur Aufführung gebracht, 1969 folgte Oedip-Entsinnung. Ellen Stewart, Leiterin des La Mama Theatre New York, sah das Stück in Wien und engagierte Pevny und Fritsch nach New York, wo Pevnys experimentelles Theaterstück Sprintorgasmics uraufgeführt wurde. Die Schauspieler, in der Tradition des körperbetonten Living Theatre ausgebildet, agierten in New York nackt auf der Bühne; gleichzeitig war „Sprintorgasmics“ durch rhythmischen Chor eine Reminiszenz an das antike griechische Theater.
Als das Stück 1971 am Wiener Volkstheater unter der Direktion von Gustav Manker in einer Doppelpremiere mit Peter Turrinis Rozznjogd, ebenfalls unter der Leitung von Götz Fritsch, aufgeführt wurde, waren die Publikums- und Pressereaktionen gespalten. Pressestimmen waren mit Ausnahme der von Arthur West in der Volksstimme sowie der von Fitz Walden in der Arbeiter-Zeitung weitgehend ablehnend.
1972 gastierte Pevny am Mickery Theater in Amsterdam mit dem Stück Rais, der auf neun Bühnen synchron bespielten Lebensgeschichte von Gilles de Rais, Mitstreiter der Jeanne d’Arc, welcher aus Kinderblut Gold zu gewinnen glaubte.
In den Jahren 1973 bis 1980 entstanden in Zusammenarbeit mit Peter Turrini die Drehbücher zur sechsteiligen Fernsehserie Alpensaga, Regie Dieter Berner sowie der Fernsehfilm Der Bauer und der Millionär, Regie Axel Corti. In der Arbeit an den Alpensagadrehbüchern beabsichtigte Pevny ausdrücklich, Geschichte und Geschichtsschreibung aus dem Blickwinkel der Bevölkerung, im Gegensatz zur bisherigen Geschichtsschreibung aus Sicht der Herrschenden darzulegen, für ihn ein Spagat zwischen politischer Verantwortung und künstlerischem Anspruch.
Pevny ging nach Abschluss der Arbeit für mehrere Monate nach Bali. 1979 entstand nach Johann Nestroy Die beiden Nachtwandler oder das Notwendige und das Überflüssige das Stück Der Traum vom Glück. Der Revolutionsgeist von 1848 wird hier mit den Erfahrungen von 1968 weitergesponnen.
Pevnys Schaffen gliedert sich zunächst in eine experimentelle Phase und in eine politische, die ihren Höhepunkt im dokumentarischen Spielfilm Safari – Die Reise, der kritischen Beleuchtung Südafrikas im Apartheid-Regime findet, 1985 in Mosambik gedreht, 1987 im Wiener Votivkino uraufgeführt. Am Tag nach der Filmpräsentation 1988 in Mosambik wurde auf den Aktivisten des ANC (African National Congress) Albie Sachs, der in Safari – Die Reise mitwirkt, ein Attentat verübt. Albie Sachs überlebte schwer verletzt, verlor einen Arm und ein Auge. Pevnys massive Anstrengungen, dies in der österreichischen Presse publik zu machen, scheiterten. 1991 wurde der Film vom ORF gesendet. Pevny, der bisher laufend in Glossen und Feuilletons politisch Stellung genommen hatte, zog sich mittels einer Presseaussendung an die APA aus der Öffentlichkeit zurück.
Nach jahrelangem Schweigen entschloss er sich wieder zu einer Theaterproduktion (Bouvard & Pécuchet, Bühnenfassung nach dem gleichnamigen Roman von Gustave Flaubert) im Vorstadttheater echoraum. Dann entstand auch das Hörspiel Eine Stunde Welt – Eine Störung.
Pevny schrieb in der Folge mehrere Hörspiele für den österreichischen und den bayrischen Rundfunk; der Roman Trance erschien 1999 in der edition echoraum. 2008 nahm der Wieser Verlag Roman Palmenland ins Programm und 2009 den Erzählband Luft. Mit Palmenland kehrte Pevny zu Experiment und künstlerischem Ausdruck, unter Beibehaltung seines politischen Hintergrundes, zurück.
2014 erhielt er den Preis der Stadt Wien für Literatur.

## Werkübersicht
- Flipper Uraufführung 1968 im Cafétheater Wien (heute Ensemble Theater Wien)
- Nachrichten richten nach Fernsehfilm. mit Herbert Brödl
- Sprintorgasmics Uraufführung 1969 im La Mama Theatre New York
- Sprintorgasmic deutsche Erstaufführung 1971 im Wiener Volkstheater
- Rais Uraufführung 1972 im Mickery Theater Amsterdam
- Alpensaga Fernsehserie. 1973–1980 mit Peter Turrini
- Der Bauer und der Millionär Fernsehfilm. 1975. Regie Axel Corti
- Junge Leute brauchen Liebe Film. 1976. mit Käthe Kratz
- Der Traum vom Glück Uraufführung 1978 im Akademietheater (Wien)
- Safari – Die Reise Kinofilm. 1985. Buch und Regie Wilhelm Pevny
- Schönes Wochenende Uraufführung 1986 im Ensemble Theater Wien
- Der Mann, der nicht lieben konnte Erzählungen. 1986. Edition S (Österreichische Staatsdruckerei)
- Die Afrikanische Reise Tanzania Literarischer Bildband. 1987. Text Wilhelm Pevny, Photos Hubert Schatzl
- Die vergessenen Ziele. Wollen sich die 68er davonstehlen? Eine andere Rede über Österreich. 1988. Europaverlag Wien-Zürich
- Gewinner Verlierer Erzählungen. 1988. Europaverlag Wien-Zürich
- Take it easy Uraufführung 1989 im Ensemble Theater Wien
- Bouvard & Pécuchet Bearbeitung des gleichnamigen Romans von Gustave Flaubert. Uraufführung 1997 im echoraum Wien
- Das Gastmahl Theaterbearbeitung der Erzählung Die Toten von James Joyce. 1999. Uraufführung im echoraum Wien
- Trance Roman. 1999 edition echoraum ISBN 3901941010
- Palmenland Roman. 2008. Wieser Verlag ISBN 9783851296778
- Luft Erzählungen. 2009. Wieser Verlag ISBN 9783851298352

## Hörspiele
- Wilhelm Pevny: Eine Stunde Welt. Regie: Nikolaus Scholz, Mitwirkende: Günter Einbrodt, Joe Remick, Gordon Catlin, Martin Engler, Bjarne Mädel, 60 min., ORF/WDR 1999.